# Friedrich Kratzsch
Friedrich Kratzsch (* 1946 in Twistringen) ist ein deutscher Pädagoge, Heimatforscher und Autor. Er lebt und arbeitet in Twistringen (Landkreis Diepholz, Niedersachsen).

## Biographie
Von 1964 bis 1966 absolvierte Kratzsch eine Verwaltungslehre beim damaligen Landkreis Grafschaft Hoya in Syke. Nach dem Wehrdienst 1966–1968 bei der Bundeswehr studierte er 1969–1972 an der Pädagogischen Hochschule Westfalen-Lippe, Abt. Münster. Anschließend war er bis 1978 als Grund- und Hauptschullehrer in Duderstadt tätig. Neben seinem Beruf als Pädagoge absolvierte er 1975/76 eine Zusatzausbildung an der Pädagogischen Hochschule Göttingen am Institut für die Ausbildung von Realschullehrern.
Seit 1978 war Kratzsch als Realschullehrer in Twistringen an der dortigen Realschule beschäftigt. Ab 1978 baute er zusammen mit Otto Bach, dem seinerzeitigen Hauptlehrer der Grundschule Heiligenloh, das Stadtarchiv Twistringen auf. Im Jahre 2004 übernahm er von Bach die Leitung des Stadtarchivs. Seit 2011 ist er in Pension. 2024 wurde ihm das Bundesverdienstkreuz am Bande verliehen.

## Werke
- zusammen mit Otto Bach: Twistringen in alten Ansichten. Zaltbommel (NL) 1979, 78 S.
- zusammen mit Lydia Funke-Westermann: ... Geachtet und geächtet. Twistringen und seine Juden 1933–1943. Harpstedt 1985; 2., überarbeitete Auflage 1990, 62 S. m. Abb.
- zusammen mit Otto Bach u. a.: Twistringen – Eine Heimatkunde. 1986, 436 S.
- Alte Rechte und bäuerliche Verhältnisse im Kirchspiel Twistringen. Mit einem Höfeverzeichnis von Otto Bach. Harpstedt 1989.
- zusammen mit Hermann Greve: Unser Stroh in alle Welt. Zur Geschichte der Twistringer Strohverarbeitung. (Hrsg.: Kreismuseum Syke), Syke 1990, 23 S. m. zahlr. Abb.
- Brauchtum zwischen Delme und Hunte. Harpstedt 1992, 104 S. m. zahlr. Abb.
- Zwischen Kriegen, Kreuz und Hakenkreuz. Twistringen und sein Umland 1919 – 1939. (Hrsg.: Stadtarchiv Twistringen), Bassum-Ringmar 1997, 397 S. m. Abb.; ISBN 3-89728-016-7.
- zusammen mit Otto Bach u. a.: 750 Jahre Twistringen. Beiträge zur Geschichte einer Kleinstadt zwischen Delme und Hunte. Twistringen 2000, 272 S. m. zahlr. Abb.
- (Samml., Bearb. u. Hrsg.:) Überwiegend Heiteres aus Twistringen und umzu. Twistringen 2001, 104 S. m. Ill. von Bernhard Fies.
- zusammen mit Ulrich Kathmann: Twistringen und seine Ortsteile vom 2. Weltkrieg bis zur Gegenwart. Ein Fotoband mit Archivbildern. Twistringen 2002, 147 S. m. zahlr. Abb.
- (Samml., Bearb. u. Hrsg.:) Überwiegend heiter geht es weiter. Döntjes und anderes aus Twistringen und umzu. Twistringen 2003, 112 S. m. 29 Abb.
- mit Hermann Greve, Friedrich Menke, Karl Sandvoß, Harald Storz, Ralf Vogeding: Der Willkür ausgesetzt. Zwangsarbeiter und Kriegsgefangene in den Altkreisen Grafschaft Hoya und Grafschaft Diepholz 1940 – 45. Begleitbuch zur Ausstellung. (Hrsg.: Kreismuseum Syke), Syke 2003.
- zusammen mit Beate Bollmann u. Holger Hertwig: Strohverarbeitung in Twistringen. Begleitbuch zum Museum der Strohverarbeitung Twistringen. (Hrsg.: Museum der Strohverarbeitung Twistringen), Diepholz 2005, 141 S. m. zahlr. Abb.
- Mit 2 und 4 Rädern. Zur Geschichte der Motorisierung des Straßenverkehrs zwischen Weser und Hunte. (Hrsg.: Kreismuseum Syke), Syke 2006, 31 S. m. zahlr. Abb.
- Wo man tanzt, ist der Teufel. / Holschenbälle. / Tanzen vor einem Menschenalter. / Twistringer Armenwesen der 1740er bis zu den 1860er Jahren. / Die Anfänge und Entwicklung der Motorisierung des Verkehrs im Landkreis Diepholz. / Hexenglauben im Gebiet des jetzigen Landkreises Diepholz vor dem 2. Weltkrieg. In: Materialien zur Alltagsgeschichte, Hausforschung und Kultur im Landkreis Diepholz und benachbarten Regionen. Band 1 – 2008. Hrsg.: Ralf Vogeding für das Kreismuseum Syke. Westermann GmbH 2008, S. 29–31 / S. 32–34 / S. 35–43 / S. 59–66 / S. 105–138 / S. 139–142.
- Von alten gastlichen Stätten, Brennern, Brauern, Bierverlegern. 2008; 120 S.
- Mitarbeit an verschiedenen lokalen Festschriften, Beiträge zu den Heimatblättern des Landkreises Diepholz u. a. m.